# Constantin Daicoviciu

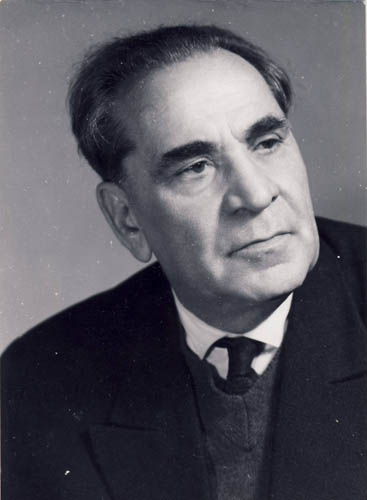
Constantin Daicoviciu

Constantin Daicoviciu (ur. 1 marca 1898 w Căvăran, zm. 27 maja 1973) – rumuński archeolog i historyk.
W latach 1923–1968 był wykładowcą na wydziale historii starożytnej i epigrafiki uniwersytetu Babeș-Bolyai w Klużu. W 1932 - profesor nadzwyczajny, 1938 - profesor, 1940-1941 - dziekan, 1957-1968 rektor. 
W latach 1924–1936 prowadził badania archeologiczne w Siedmiogrodzie. Dyrektor Muzeum Historycznego Transylwanii w latach 1945-1973. W styczniu 1947 Podsekretarz Stanu w Ministerstwie ds. Ubezpieczeń Społecznych i Pracy. W 1955 został członkiem Akademii Rumuńskiej Republiki Ludowej. W 1961 roku został członkiem Rady Państwa, której przewodził Gheorghe Gheorghiu-Dej. W 1968 otrzymał tytuł "bohatera pracy socjalistycznej".
Był badaczem dziejów Daków i rzymskiej Dacji. Jego główne dzieła to: La Transylvanie dans l'antiquité (1938) i Dacica (1970). Uprawiał historiografię z pozycji nacjonalistycznej.
Jego syn Hadrian Daicoviciu (1932–1984) również był historykiem.
Po jego śmierci w r. 1973 jego imieniem i nazwiskiem nazwano miejscowość Căvăran w okręgu Caraș-Severin, w której się urodził.